# Combinaison (lingerie)
Pour les articles homonymes, voir Combinaison.

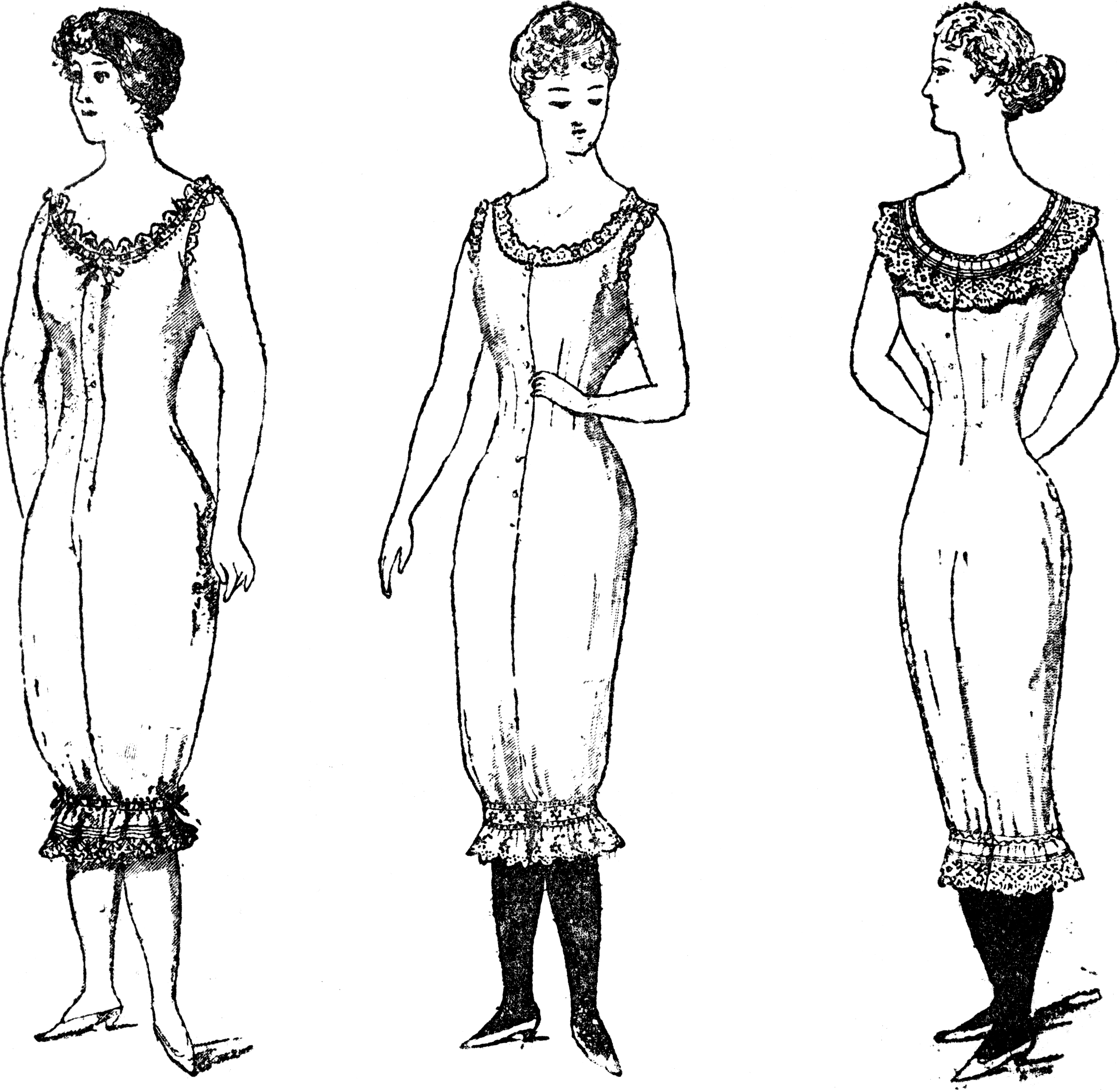
Femmes vêtues de la combinaison.

Une combinaison aussi appelée fond de robe est un sous-vêtement féminin, ayant la forme d'une petite robe sans manches et à fines bretelles. Elle est le plus souvent confectionnée en nylon, satin ou soie, avec des incrustations de dentelle de Calais. La combinaison est portée par les femmes, sous la robe ou la jupe.
Les combinaisons appelée académique sont utilisées pour la danse et la gymnastique ou pour servir de base déguisement.
Apparue vers 1890, elle tient à la fois de la chemise, du cache-corset et du jupon.

## Note
1. ↑  Le vêtement, M.N. Boutin-Arnaud, S. Tasmadjian, Éditions Nathan, 1997  (ISBN 2-09-182472-0).